# ویوین کو
ویوین کو (انگلیسی: Vivian Qu؛ زادهٔ تاریخ ورودی نامعتبر است) تهیه‌کننده فیلم، فیلم‌نامه‌نویس، و کارگردان فیلم است.